# Philothamnus hoplogaster
Espèce
Synonymes
- Ahaetulla hoplogaster Günther, 1863
- Chlorophis neglectus Peters, 1867
- Chlorophis oldhami Theobald, 1868

Philothamnus hoplogaster est une espèce de serpents de la famille des Colubridae.

## Répartition
Cette espèce se rencontre en Afrique subsaharienne :
- en Afrique du Sud, au Swaziland, au Botswana, au Zimbabwe, en Zambie, au Mozambique, au Malawi,
- en Tanzanie, au Kenya, au Rwanda, au Burundi et au Congo-Kinshasa.

## Description
Dans sa description Günther indique que le spécimen en sa possession mesure 66 cm dont 23 cm pour la queue.
Ce serpent est un bon nageur, il chasse souvent les grenouilles dans les bras calmes des rivières.

## Publication originale
- Günther, 1863 : On some species of tree-snakes (Ahaetulla). Annals and Magazine of Natural History, ser. 3, vol. 11, p. 283-287 (texte intégral).